# Duisburg Hauptbahnhof

Duisburg Hauptbahnhof ist der größte und wichtigste Personenbahnhof der Stadt Duisburg und Kreuzungsbahnhof mehrerer bedeutender Eisenbahnstrecken. Er ist Halt aller ihn berührenden Intercity-Express- und Intercity-Linien und wird darüber hinaus von vielen Regional-Express- und Regionalbahn-Linien und der S-Bahn Rhein-Ruhr angefahren. Mit 130.000 Reisenden und Besuchern pro Tag gehörte er 2019 zu den meistfrequentierten Fernbahnhöfen der Deutschen Bahn.
Der Duisburger Hauptbahnhof ist der zentrale Knotenbahnhof des Schienenpersonenverkehrs im westlichen Ruhrgebiet und am unteren Niederrhein.

## Lage und Bedeutung
Der Duisburger Hauptbahnhof liegt an der „Rheinschiene“, einer der bedeutenden Eisenbahnverbindungen von Süddeutschland und der Schweiz in die Niederlande, nach Nord- und Ostdeutschland.
Folgende Strecken laufen in Duisburg zusammen:
- Wichtigste Strecke ist die geradewegs nach Süden verlaufende Hauptstrecke nach Köln über Bahnhof Düsseldorf Flughafen und Düsseldorf Hauptbahnhof, diese zählt zu den meistfrequentierten Deutschlands und ist im Bundesverkehrswegeplan für einen durchgehend sechsgleisigen Ausbau vorgesehen (derzeit teilweise nur vier- bis fünfgleisig).
- Die weitestgehend parallel in Richtung Süden verlaufende Güterstrecke nach Köln über Bahnhof Duisburg-Wedau zum derzeitigen Endhaltepunkt Duisburg-Entenfang (die in den 1970er Jahren stillgelegte „Ratinger Weststrecke“ soll nach dem Wunsch vieler Anwohner wieder bis Düsseldorf verlängert werden).
- Die südwestlich nach Mönchengladbach Hauptbahnhof über Krefeld Hauptbahnhof und Bahnhof Viersen verlaufende Strecke ist von regionaler Bedeutung. Von ihr zweigt im Bahnhof Rheinhausen die Niederrheinstrecke nach Xanten über Moers ab. Siehe auch Bahnstrecke Osterath–Dortmund Süd sowie Bahnstrecke Duisburg-Ruhrort–Mönchengladbach.
- In Richtung Norden verläuft die zwei- bis dreigleisige Fortsetzung der Köln-Mindener Stammstrecke nach Dortmund Hauptbahnhof über Wanne-Eickel Hauptbahnhof. Von ihr zweigt in Oberhausen Hauptbahnhof die Hollandstrecke nach Amsterdam über Wesel und Emmerich ab.
- Nach Osten zweigt die durchgängig viergleisige Ruhrgebietshauptstrecke nach Dortmund Hauptbahnhof über Essen Hauptbahnhof und Bochum Hauptbahnhof ab.

### Bahnstrecken

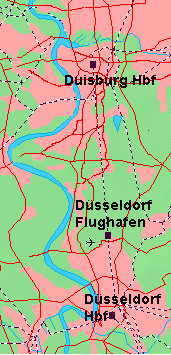
Die Strecke Duisburg – Düsseldorf Flughafen – Düsseldorf zählt zu den verkehrsreichsten in Deutschland und Europa

Im Duisburger Hauptbahnhof werden mittelbar oder direkt viele verschiedene Bahnstrecken verknüpft.
| Richtung | Nächster Halt                                | Bahnstrecke                                    | Gebaut von   | KBS     |
| -------- | -------------------------------------------- | ---------------------------------------------- | ------------ | ------- |
| Ost      | Mülheim-Styrum bzw. Mülheim (Ruhr) Hbf       | Duisburg–Witten/Dortmund                       | BME          | 415     |
| Nordost  | Oberhausen Hbf                               | Duisburg–Dortmund                              | CME          | 424 490 |
| Nordost  | Oberhausen Hbf                               | Oberhausen–Arnheim                             | CME          | 490     |
| Nordost  | Oberhausen West                              | Duisburg–Quakenbrück                           | RhE          | ÷       |
| Südost   | Duisburg-Wedau                               | Duisburg-Wedau–Troisdorf                       | RhE          | -       |
| Süd      | Duisburg Schlenk bzw. Düsseldorf Flughafenbf | Duisburg–Köln                                  | CME          | 415     |
| Südwest  | Duisburg-Hochfeld Süd                        | Duisburg–Osterath bzw. Krefeld–Mönchengladbach | RhE bzw. RCG | 490     |
| Südwest  | Duisburg-Hochfeld Süd                        | Duisburg–Xanten                                | PSE          | 498     |
| West     | (Duisburg-Hochfeld Nord)                     | (via stillgelegter Boxbart-Trasse)             | BME          | ÷       |

### Bedeutung für den Fernverkehr
Um die Jahrtausendwende war der Duisburger Hauptbahnhof von der Deutschen Bahn aus der nach eher subjektiven Kriterien bestimmten höchsten Bahnhofskategorie (heute: Preisklasse) 1 (damalige Marketingbezeichnung „Fernverkehrsknoten“) in die zweite Reihe abgestuft worden. Jahrzehntelang hatte die Deutsche Bahn dringend nötige Instandhaltungsarbeiten immer wieder aufgeschoben, die dringend nötige Grundsanierung des Fernverkehrknotens war aber angesichts des geplanten Börsenganges der Deutschen Bahn nicht finanzierbar, woraufhin der Bahnhof zum „Fernverkehrssystemhalt“ degradiert wurde.
Nachdem DB Netz zum Jahresbeginn 2011 auf Forderung der Bundesnetzagentur eine objektive Berechnungsgrundlage für ihre Kategorien eingeführt hatte, hätte Duisburg bereits im gleichen Jahr wieder in die höchste Kategorie zurückkehren müssen. Dies geschah allerdings erst mit der Überarbeitung der Stationspreisliste für das Jahr 2012.
Seit August 2011 wird Duisburg vom Thalys bedient. Im Fahrplanjahr 2016 mit vier Zugpaaren täglich, dreimal von Dortmund Hauptbahnhof und einmal von Essen Hauptbahnhof nach Paris Nord.
Auch der Hamburg-Köln-Express hielt in Duisburg; seit dem 23. März 2018 fährt der Flixtrain an dessen Stelle.

### Bedeutung für den Nahverkehr
Obwohl der Duisburger Hauptbahnhof eine wichtige Rolle im Regional- und Fernverkehr spielt, ist seine Bedeutung für den innerstädtischen Eisenbahnverkehr eher gering. Dies liegt in erster Linie daran, dass die nördlich der Ruhr eingemeindeten Städte bzw. Ortsteile in den Anfangsjahren der Eisenbahn eine andere verkehrstechnische Ausrichtung hatten.
Zwischen Duisburg Hbf und dem Norden der Stadt mündet die Ruhr in den Rhein. Hier liegen die Duisburger und Ruhrorter Häfen. Dieses Gebiet stellt ein erhebliches Hindernis für die Eisenbahn dar. So hatte sich der gesamte Bereich nördlich der Ruhr auf die nordöstlichen Strecken der Köln-Mindener Eisenbahn mit Oberhausen als Zentrum ausgerichtet. Mehrere Regionalverbindungen verliefen so fächerförmig in Ost-West-Richtung durch den Duisburger Norden mit Start- oder Endpunkt Oberhausen Hauptbahnhof (u. a. Ruhrort, Beeck, Hamborn und Walsum).

### Statistik
Bis zu 100.000 Reisende und Besucher erreichen täglich diesen Bahnhof, der von etwa 150 Zügen des Fernverkehrs angefahren wird. Im Schnittpunkt zwischen Ruhrgebiet und Rheinschiene ist Duisburg einer der größten Umsteigebahnhöfe im Nah- und Fernverkehr des Landes Nordrhein-Westfalen. Insgesamt halten hier täglich rund 700 Nah- und Fernverkehrszüge.

### Umgebung

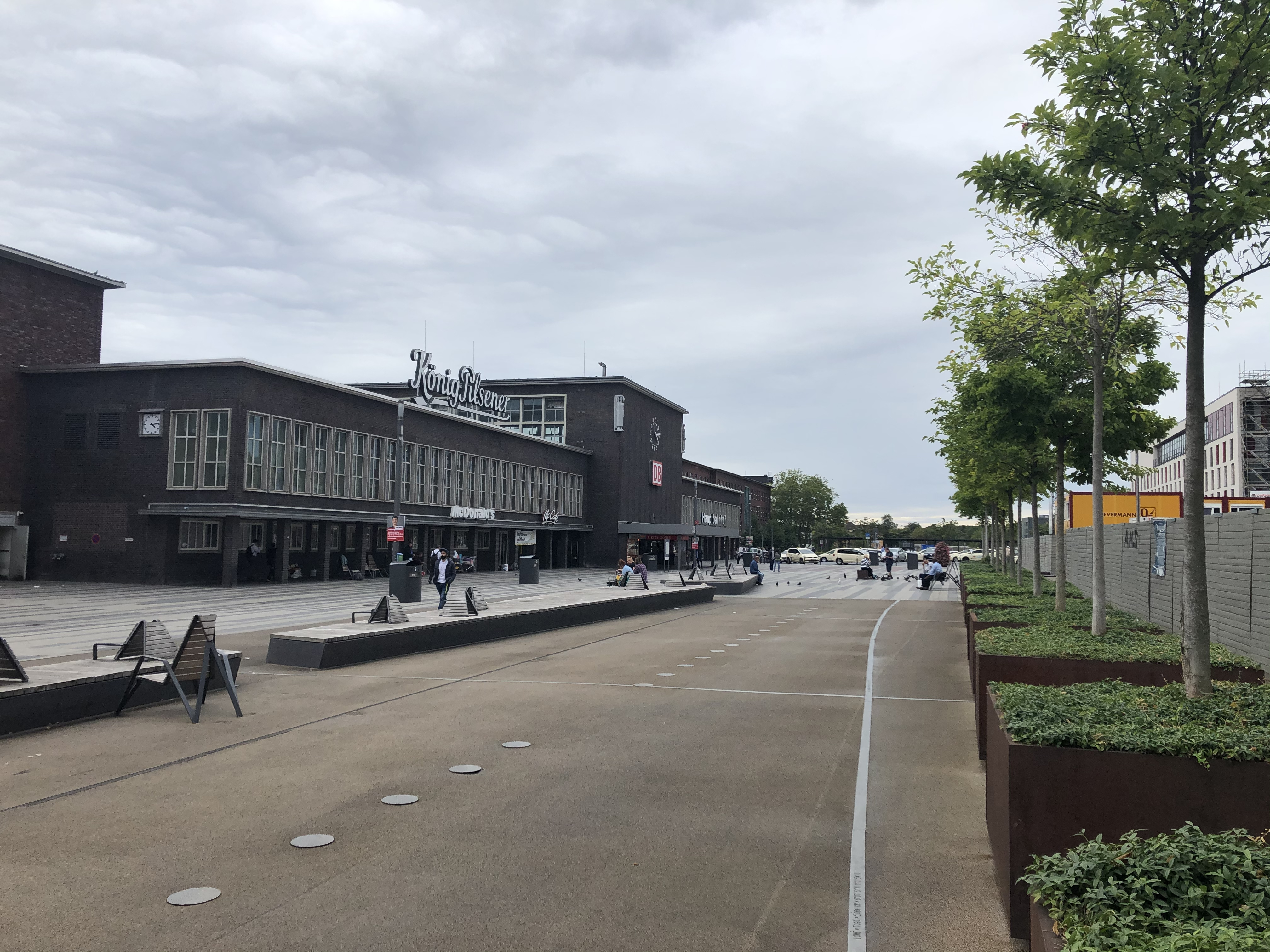
Blick vom Portsmouthplatz über der abgedeckelten Autobahn auf den Haupteingang des Duisburger Hbf

In unmittelbarer Nähe des Hauptbahnhofs befindet sich im Stadtteil Duissern die Niederlassung West der DB Netz AG, die für das Schienennetz im Westen Deutschlands zuständig ist, und eine Niederlassung von DB Cargo Deutschland.

Südlich der Bahnsteiganlage liegt der Abstellbahnhof für Reisezugwagen, dessen Werkstatt jedoch stillgelegt wurde. Dort wurde an dieser Stelle ein neues Betriebswerk der Abellio Rail NRW eröffnet, das der Wartung der Züge des Niederrheinnetzes dient. Nach der Insolvenz von Abellio Rail NRW im Jahr 2021 wurde das Betriebswerk im Januar 2022 von dem Verkehrsverbund Rhein-Ruhr übernommen. Südwestlich des Personenbahnhofes liegt das Gelände des ebenfalls stillgelegten Duisburg Güterbahnhof, ein ehemaliger Güter- und Rangierbahnhofes, an dessen wiederum südwestlichem Ende sich außerdem ein größtenteils bereits abgebrochenes Bahnbetriebswerk befand. Zu dessen für die Wartung und Versorgung von Dampflokomotiven ausgelegten Anlagen gehörten u. a. auch eine Drehscheibe mit Ringlokschuppen, letzterer und der gerade zu einem Restaurant umgebaute Wasserturm sind die einzigen übriggebliebenen Zeugen dieser Zeit.

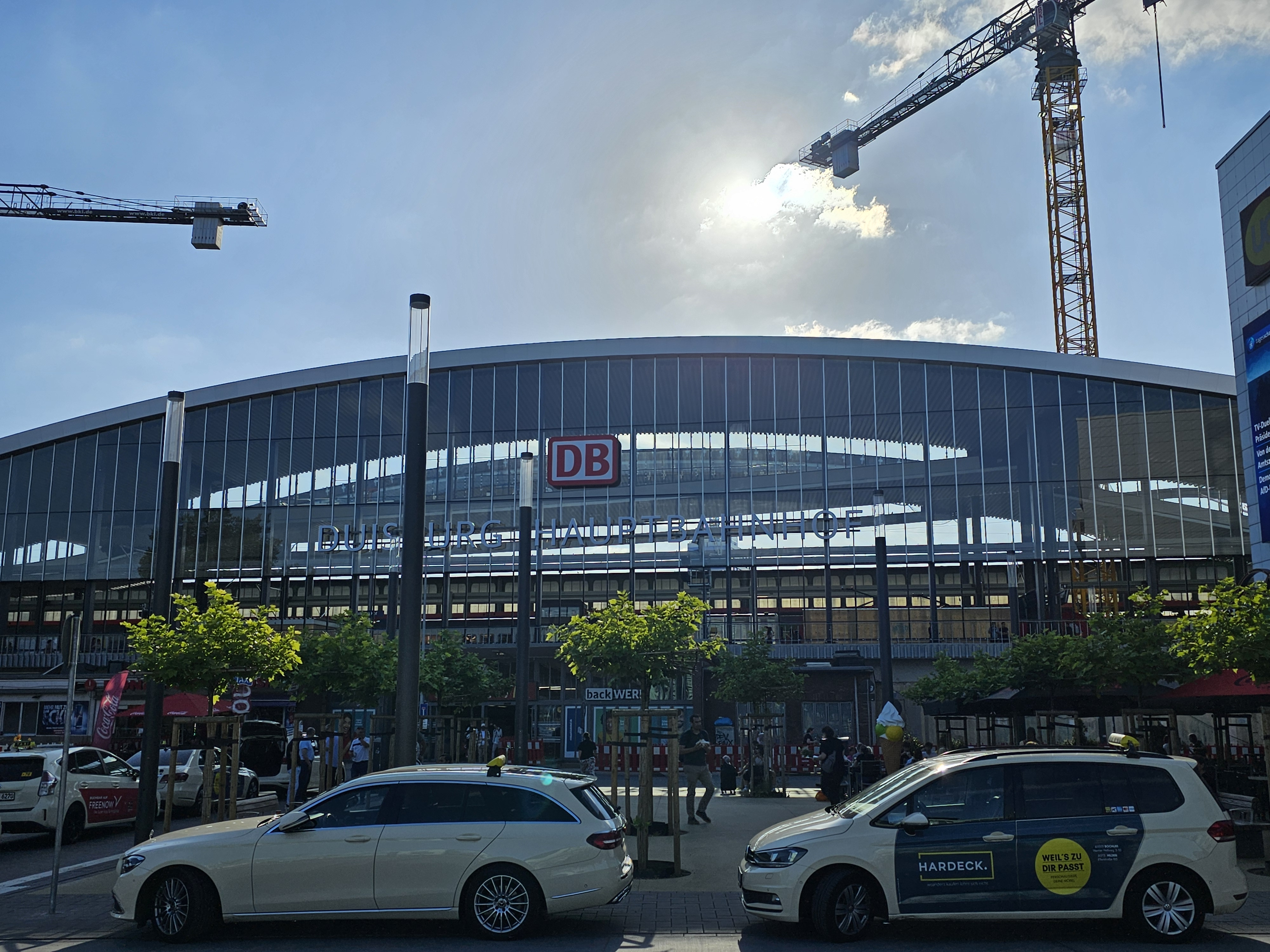
Haupteingang Ost nach der Neugestaltung

Das gesamte Gelände ist eine der größten deutschen innerstädtischen Freiflächen, die die Deutsche Bahn AG zur Umnutzung an interessierte Investoren verkaufen will. Der Plan zum Bau des größten Einkaufszentrums in Deutschland wurde aufgrund der befürchteten Verödung der Duisburger Innenstadt vom Rat der Stadt Duisburg durch ein Alternativkonzept ersetzt.
Zusammen mit der Deutschen Bahn plant die Stadt die Entwicklung des rund 35 Hektar großen Areals zu einem neuen Duisburger Stadtteil. Seit dem Jahr 2010 entsteht ein weiterer, citynaher Büro- und Dienstleistungsstandort unter dem Namen „Duisburger Freiheit“. In einem Teilgebiet des Duisburger Freiheit ist bereits mit der städtebaulichen Entwicklung begonnen worden. Bis zum Jahr 2018 wurden der Neubau eines Parkhauses sowie für das Landesamt für Natur, Umwelt und Verbraucherschutz eröffnet. Die weitere Bebauung des Teilgebiets „Quartier 1“ befindet sich in der konkreten Planung. Im Februar 2019 wurde das komplette Gelände zur Baufreimachung gerodet. Die ursprüngliche Entwicklung soll mit weiteren Ideen noch weiter ausgebaut werden.
Im Jahr 2015 wurden trotz mehrjähriger Proteste vieler Duisburger 22 Alleebäume auf der vor dem Bahnhof gelegenen Mercatorstraße für eine neue Straßenführung gefällt. Mittlerweile ist das gesamte Bahnhofsumfeld umgestaltet worden, indem die Mercatorstraße verschwenkt und in der Anzahl der Autospuren reduziert wurde. Auf der neu gewonnenen Fläche entstand bis 2020 ein neues Bürogebäude mit dem Namen „Mercator One“. Dort haben in der ersten Etage die SBB Cargo Deutschland und in der vierten und fünften Etage DB Netz Büroräume angemietet.
Im Mai 2018 folgte eine Neugestaltung des Bahnhofsvorplatzes, welcher hier Portsmouthplatz heißt. Da der alte, ebenfalls nicht mehr zeitgemäße Fernbusbahnhof wegen eines Hotelneubaus den Standort wechseln musste, wurde im Juni 2017 ein neuer Fernbusbahnhof an der Kreuzung mit der Koloniestraße eröffnet, der mit dem Titel „Mobilitätsknoten des Jahres“ ausgezeichnet wurde.
Die Umgestaltung des zentralen Osteingangs des Hauptbahnhofs sollte ursprünglich ab Frühjahr 2020 erfolgen, der Start verzögerte sich allerdings bis zum Sommer 2022. Die Straßenkreuzung wurde zu einem Kreisverkehr umgebaut und die Verkehrsführung optimiert. Auf dem Platz vor dem Eingang entstanden ein neuer Taxispeicher sowie Fahrradstellplätze, zudem wurden über 50 Bäume gepflanzt, um die Aufenthaltsqualität zu verbessern. Der Umbau erfolgte im Rahmen der Sanierung des Hallendachs, bei der auch die Fassade am Osteingang auf einer Fläche von 1.600 Quadratmetern komplett neu gestaltet wurde.

## Geschichte

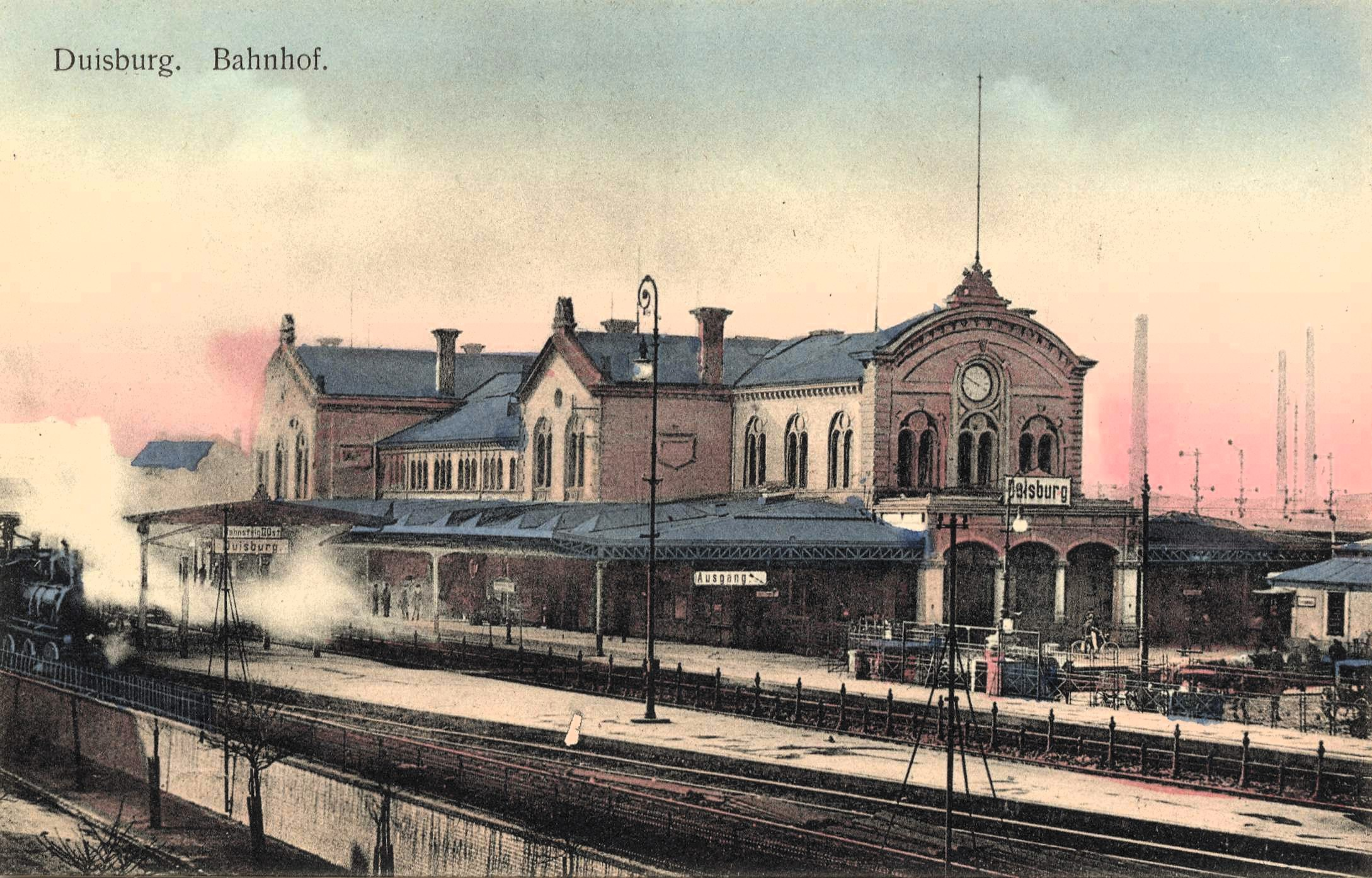
Der ehemalige Gebäudekomplex des Duisburger Bahnhofs um 1910.

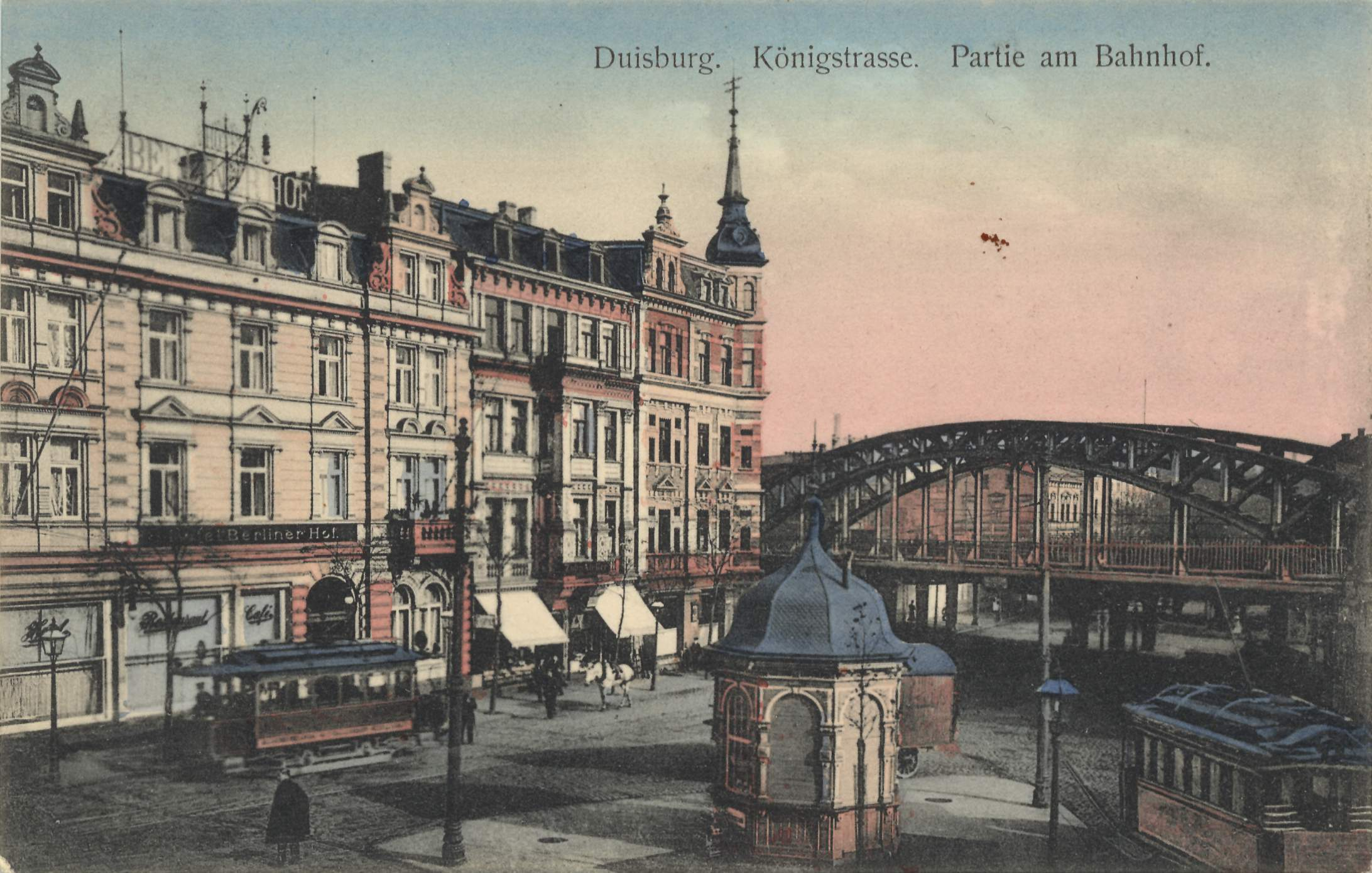
Der nördliche Bereich um den Duisburger Bahnhof an der Königstraße, 1911.

### Ehemalige Privatbahnen
Am 9. Februar 1846 begann das Eisenbahnzeitalter in Duisburg, als die Köln-Mindener Eisenbahn-Gesellschaft (CME) mit ihrem Duisburger Bahnhof das zweite Teilstück ihrer Stammstrecke von Köln-Deutz nach Minden (Westf) einweihte. Im folgenden Jahr erreichte man am 15. Mai 1847 dann Hamm (Westf), sodass Duisburg nicht mehr Endbahnhof, sondern Durchgangsbahnhof auf der Strecke von Düsseldorf nach Oberhausen wurde.
Fünfzehn Jahre später, im Jahre 1862, eröffnete die Bergisch-Märkische Eisenbahn-Gesellschaft (BME) ihre Ost-West-Verbindung durchs Ruhrgebiet von Dortmund bzw. Witten nach Duisburg und erbaute ihren Bahnhof in unmittelbarer Nähe zum bereits bestehenden Bahnhof, im Gegensatz zu diesem aber nicht als Durchgangsbahnhof, sondern als Kopfbahnhof, der nur von Nordost angefahren wurde.
Am 15. Februar 1870 ging eine zunächst nur drei Kilometer lange Stichbahn der Rheinischen Eisenbahn-Gesellschaft (RhE) vom Trajektbahnhof Hochfeld in Betrieb, die 1879 Ausgangspunkt der Strecke nach Quakenbrück wurde, somit war der dritte Bahnhof am gleichen Ort auch wieder ein Durchgangsbahnhof.

### Preußische Staatseisenbahnen
Die Bahnhofsgebäude der drei Eisenbahn-Gesellschaften blieben erhalten und wurden erst abgerissen, als nach der Verstaatlichung und dem Übergang an die Preußischen Staatseisenbahnen ein gemeinsames Empfangsgebäude in Insellage zwischen den Bahnsteigen der einzelnen Strecken gebaut werden sollte.
Die Zufahrt zu diesem Gebäude erfolgte von Norden von der Mülheimer Straße, die zu dieser Zeit noch niveaugleich und mit Bahnübergängen gesichert gekreuzt wurde. Erst Ende des 19./Anfang des 20. Jahrhunderts wurden alle Gleise in Hochlage gebracht.

### Deutsche Reichsbahn

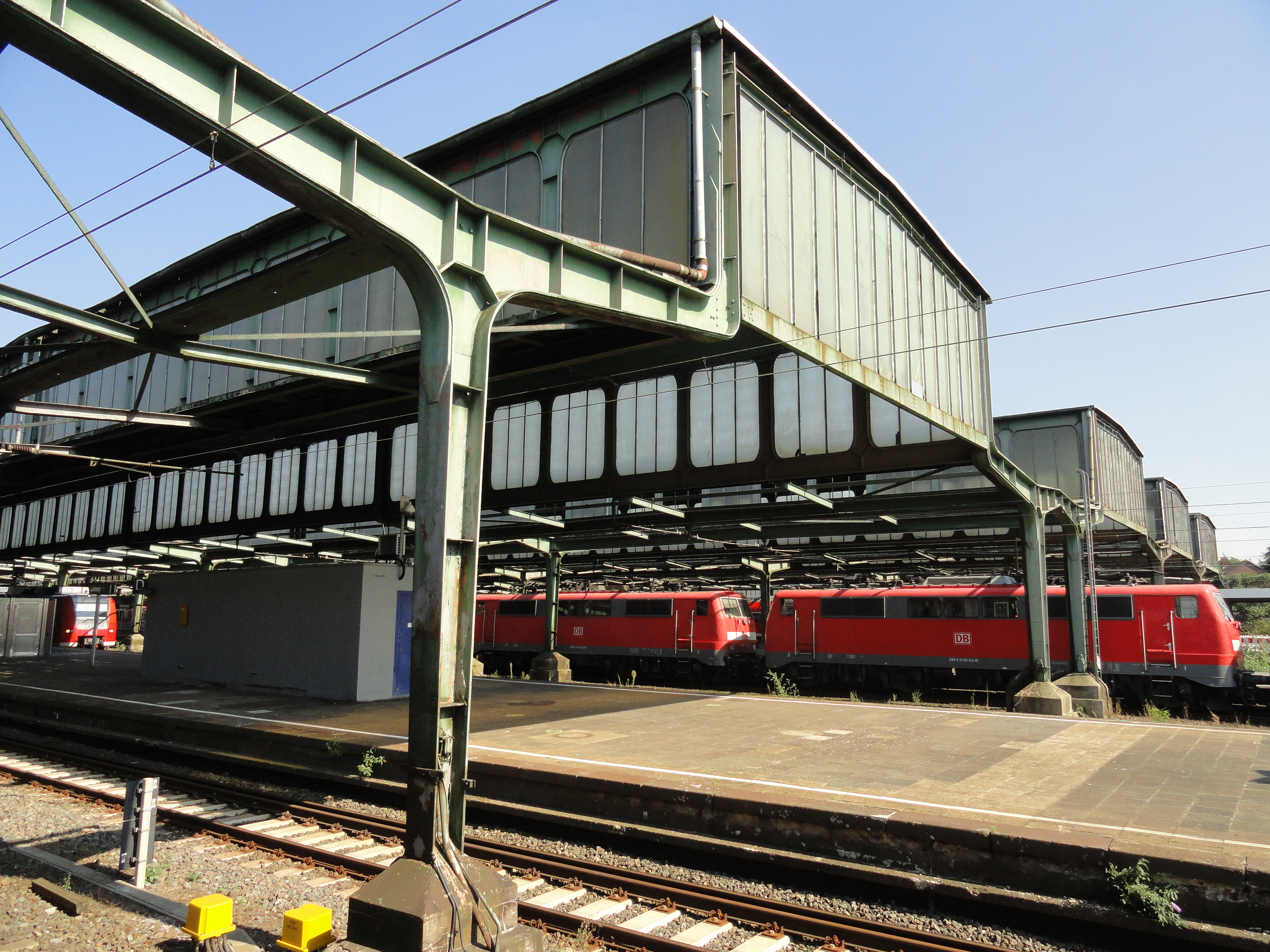
Schwebende Hallenkonstruktion

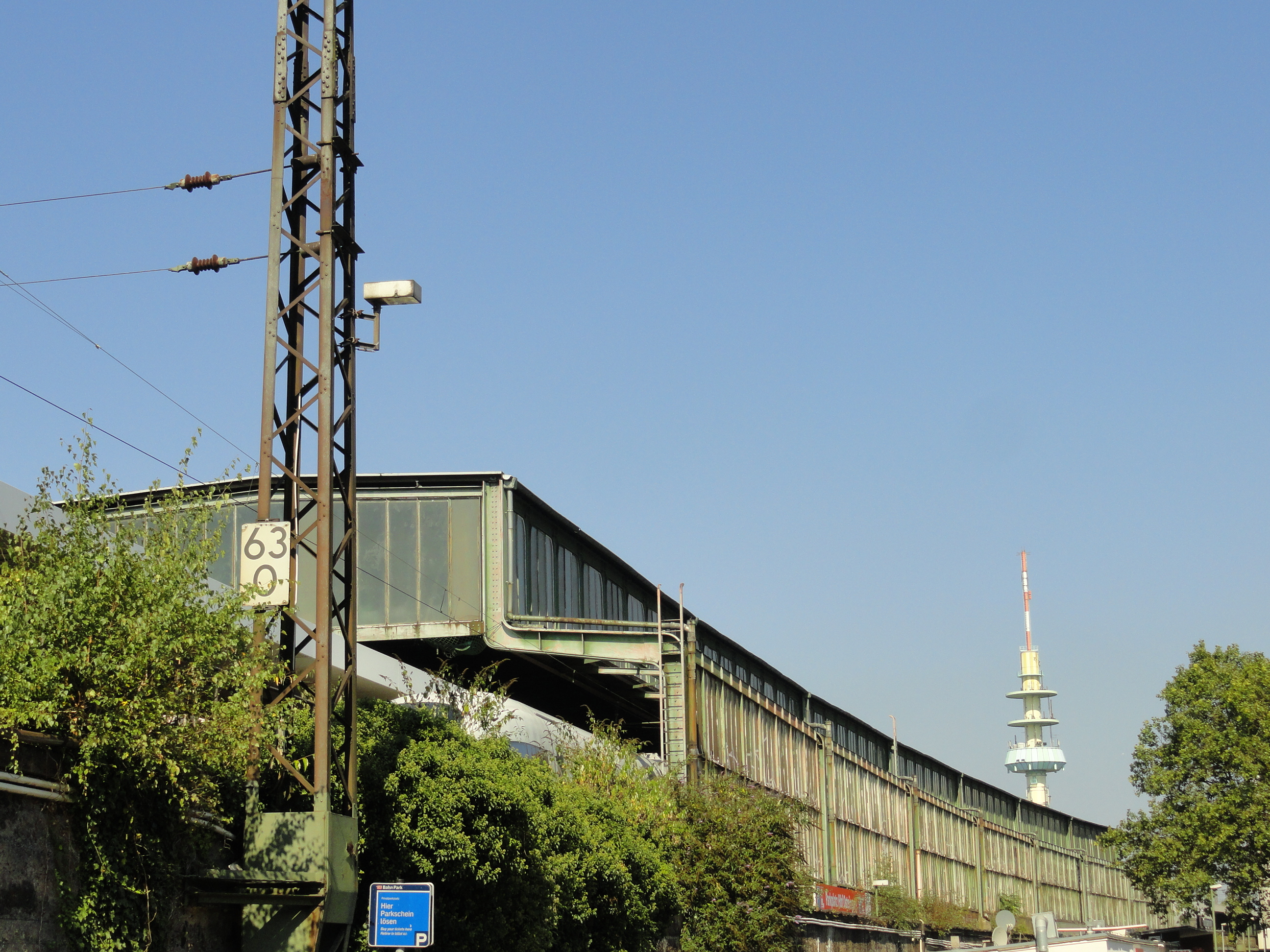
Überdachung mit Obergadenfenstern auf der Ostseite

Der Bahnhof der 1920 in den Deutschen Reichseisenbahnen (ab 1924 DRG – Deutsche Reichsbahn-Gesellschaft) aufgegangenen Preußischen Staatseisenbahnen wurde Anfang der 1930er Jahre auf die heutige Größe erweitert und umgebaut. Die Gebäude wurden durch zeitgemäße Neubauten ersetzt.
Das heute noch existierende Empfangsgebäude des Personenbahnhofes am Portsmouthplatz entstand in den Jahren 1931 bis 1934 unter Leitung von Regierungsbaudirektor Johannes Ziertmann (Architekt bei der Reichsbahndirektion Essen) im Stil der Neuen Sachlichkeit und galt als eines der modernsten Bahnhofsgebäude seiner Zeit. Zu vergleichen ist es mit denen in derselben Epoche entstandenen Hauptbahnhöfen Düsseldorf, Königsberg (Pr) und Oberhausen. Die Empfangshalle erhielt 1935 eine Ausmalung durch Cornelius Wagner. Die zwei Skulpturen an der Stirnfront der als Stahlskelettkonstruktion errichteten Schalterhalle stammen von dem Essener Bildhauer Joseph Enseling. Die Bahnsteigüberdachungen sind konstruktiv ähnlich den in den 1980er Jahren verschrotteten Überdachungen des Düsseldorfer Hauptbahnhofs (Vierendeelträger) und folgen konzeptionell den bereits vor dem Ersten Weltkrieg errichteten Überdachungen des Darmstädter Hauptbahnhofs. Die Duisburger Bahnsteigdächer waren die erste vollständig geschweißte Stahlkonstruktion für eine Bahnhofshalle in dieser Größe.
Bei einem der Luftangriffe auf das Ruhrgebiet wurde der Hauptbahnhof im Zweiten Weltkrieg stark beschädigt.

### Deutsche Bundesbahn
Nach dem Krieg wieder aufgebaut, wurde das Bahnhofsgebäude mehrfach umgebaut. Bei den Neugestaltungen wurde das Erscheinungsbild mehrfach zugunsten der Funktionalität vereinfacht; so sind z. B. die Gemälde der Haupthalle zunächst hinter Verblendungen, später unter Farbe verschwunden.
Im Jahre 1992 wurde im Rahmen der Einweihung der Stadtbahn Duisburg die „Verknüpfungshalle Nord“ in Betrieb genommen, dazu wurden alle sechs Bahnsteige mehrere hundert Meter in Richtung der ehemaligen Straßenunterführung (der Mülheimer Straße/Königstraße) verlängert und mit einfachen Bahnsteigdächern versehen, welche sich optisch deutlich von der alten Bahnsteighalle unterscheiden.

### Deutsche Bahn AG
Der Zustand des Bahnhofs gilt als schlecht, Dach und Gleisanlagen sind marode. So wurde die dringend notwendige Renovierung beziehungsweise der Neubau der Gleisüberdachung und eine dem deutschen Großstadtstandard – Duisburg ist eine der 15 größten Städte Deutschlands – entsprechende Innengestaltung des Bahnhofes ebenso wie in vielen anderen nordrhein-westfälischen Großstädten (vgl. Dortmund Hbf) seit Jahren hinausgezögert.
Der Duisburger Hauptbahnhof wurde trotz seiner zentralen Lage und Bedeutung für das Umland zuletzt von Kategorie 1 („Fernverkehrsknoten“) nach Kategorie 2 („Fernverkehrssystemhalt“) abgestuft, obwohl hier drei Fernverkehrsstränge zusammenlaufen (vgl. Abschnitt Fernverkehr). In der Zwischenzeit wurde der Bahnhof wieder in die Kategorie (heute Preisklasse) 1 aufgenommen.
Am 21. November 2008 deckte das Sturmtief „Irmela“ Teile der Bahnsteigüberdachung ab, der gesamte Bahnhof musste daraufhin für mehrere Stunden gesperrt werden.

### Sanierung ab 2009

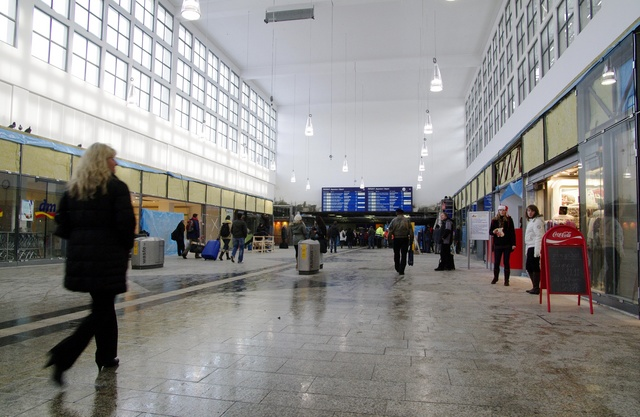
Empfangshalle kurz vor dem Abschluss der Renovierung

Am 12. Dezember 2008 gaben die Deutsche Bahn AG und das Land Nordrhein-Westfalen bekannt, dass die dringend notwendigen Sanierungsarbeiten Mitte des Jahres 2009 beginnen. Die Gesamtkosten wurden auf ca. 60 Millionen Euro beziffert.
Der erste Bauabschnitt beinhaltete die Sanierung der Empfangshalle und der Unterführung. Unter anderem wurden die störenden Zwischendecken wieder entfernt und die Empfangshalle in den ursprünglichen Zustand zurückversetzt. Sanierungsarbeiten an der denkmalgeschützten Fassade waren nicht geplant. Die Kosten für den ersten Bauabschnitt wurden mit 10,1 Mio. Euro veranschlagt.
Am 24. Juli 2009 begannen die Umbauarbeiten des ersten Bauabschnittes, am 22. Dezember 2009 wurden die wesentlichen Umbaumaßnahmen in der Empfangshalle abgeschlossen. Ab Januar 2010 gingen die Umbaumaßnahmen mit der Renovierung des Personentunnel in die zweite Runde.
2012 stellte die Deutsche Bahn Pläne für ein neues Hallendach in Form einer Welle vor. Der Umbau sollte ursprünglich Mitte 2017 beginnen und im Jahr 2022 fertiggestellt werden. Abschließend sollten von 2021 bis 2024 die Oberleitungsanlage umgebaut werden. Allerdings wurde im Mai 2017 bekannt, dass sich das Bauprojekt auf unbestimmte Zeit verschieben wird, da sich nur ein Anbieter auf die Ausschreibung beworben hatte und die Kosten weit über den Preisvorstellungen der Deutschen Bahn lagen. Im April 2019 wurde ein neuer Zeitplan bekannt gegeben, nachdem die Planungen für die Bahnhofshalle noch einmal überarbeitet werden sollten und mit den Bauarbeiten im 1. Quartal 2022 begonnen werden sollte. Die Wellenform des Dachs sollte in den Planungen beibehalten werden.
Im August 2022 wurde mit den Arbeiten begonnen. Dafür wurde zunächst der Bahnsteig an den Gleisen 12/13 gesperrt und dessen Überdachung abgerissen. Der Fernverkehr wurde auf die Nachbargleise 10/11 umgeleitet. Ende Juli 2023 wurde der Bahnsteig größtenteils fertiggestellt. Mittig befindet sich die Wellenkonstruktion. Die beiden Bahnsteigenden sind durch ein neues Flachdach vor Witterung geschützt. Ein langes Holzskelett dient als Gerüst. Im Zuge der Modernisierung werden an allen Bahnsteigen auch Treppen, Fahrstuhl und Rolltreppen ausgetauscht.
Nach der Fertigstellung des ersten Bahnsteigs wurde jener an den Gleisen 10/11 von Juli 2023 bis April 2024 umgebaut; daraufhin mussten von April bis Juni die Gleise 11 und 12 gesperrt werden, um die neue Glasfassade am Osteingang fertigzustellen.
Seit August 2024 werden die mittleren beiden Bahnsteige an den Gleisen 5/6 sowie 8/9 erneuert, wobei aktuell (Stand April 2025) die Neuerrichtung der Bahnsteige erfolgt und die Stahlträger für das Dach montiert werden. Beide Bahnsteige sollen im Herbst 2025 fertiggestellt werden.
Die vollständige Verkleidung der Flachdächer an den fertiggestellten Bahnsteigen fehlt bislang noch, wobei unklar ist, ob diese noch nachträglich angebracht wird.
Bis 2028 sollen auch die Bahnsteige an den Gleisen 1/2 sowie 3/4 erneuert werden. Der Umbau wird 260 Millionen Euro kosten.

## Bedienung

### Fernverkehr
Im Schienenpersonenfernverkehr führen folgende Intercity- und Intercity-Express-Linien über Duisburg, hinzu kommen Verbindungen des Eurostar sowie von Flixtrain:
| Linie         | Fahrtverlauf | Takt             |
| ------------- | --- | ---------------- |
| ICE 10        | Berlin Ostbahnhof – Berlin Hbf – Berlin-Spandau – Wolfsburg – Hannover – Minden – Bielefeld – Hamm – (Flügelung) Zugteil 1: Dortmund – Bochum – Essen – Duisburg – Düsseldorf Flughafen – Düsseldorf (– Köln Messe/Deutz – Köln/Bonn Flughafen) Zugteil 2 (alle zwei Stunden): Hagen – Wuppertal – Köln (– Bonn – Andernach – Koblenz) Stand: Fahrplanwechsel Dezember 2023 | 60 min           |
| ICE 30        | Hamburg – Bremen – Osnabrück – Münster – Dortmund – Essen – Duisburg – Düsseldorf – Köln | ein Zug          |
| IC/EC 30      | Hamburg-Altona – Hamburg – Bremen – Osnabrück – Münster (– Dortmund ) – Essen – Duisburg – Düsseldorf – Köln – Bonn – Koblenz – Mainz – Mannheim weiter über Heidelberg – Vaihingen – Stuttgart, einzelne Züge ab Mannheim weiter über Karlsruhe – Freiburg – Basel SBB – Zürich oder Interlaken Ost                                                                        | 120 min          |
| ICE 32, IC 32 | Berlin Südkreuz – Berlin – Wolfsburg – Hannover – Minden – Bielefeld – Hamm – Dortmund – Bochum oder Münster – Recklinghausen – Gelsenkirchen weiter über Essen – Mülheim – Duisburg – Düsseldorf – Köln – Bonn – Remagen – Bahnhof Andernach – Koblenz – Mainz – Mannheim – Heidelberg – Stuttgart – Tübingen oder Ulm – Friedrichshafen Stadt – Lindau-Reutin – Innsbruck | einzelne Züge    |
| ICE 35, IC 35 | Norddeich Mole – Emden – Rheine – Münster – Recklinghausen – Wanne-Eickel – Gelsenkirchen – Oberhausen – Duisburg – Düsseldorf Flughafen – Düsseldorf – Köln – Bonn – Remagen – Andernach – Koblenz (– Mainz – Mannheim – Stuttgart) | 120 min          |
| ICE 41        | (Dortmund –) Essen – Duisburg – Düsseldorf – Köln Messe/Deutz – Frankfurt Flughafen – Frankfurt – Aschaffenburg – Würzburg – Nürnberg – Ingolstadt – München (ein Zugpaar: Düsseldorf – Duisburg – Essen – Dortmund – Hamm – Paderborn – Warburg – Kassel-Wilhelmshöhe – Fulda – Würzburg – Nürnberg – Ingolstadt – München)                                                | 60 min           |
| ICE 42        | Hamburg - Hamburg-Harburg - Bremen - Osnabrück - Münster - Dortmund – Essen – Duisburg – Düsseldorf – Köln – Siegburg/Bonn – Frankfurt Flughafen – Mannheim – Stuttgart – Ulm – Augsburg – München | 120 min          |
| ICE 47        | Münster/Dortmund – Essen – Duisburg – Düsseldorf – Köln Messe/Deutz – Köln/Bonn Flughafen – Frankfurt Flughafen – Mannheim – Stuttgart | 120 min          |
| IC 51         | Gera – Jena – Weimar – Erfurt – Eisenach – Kassel – Warburg – Paderborn – Hamm – Dortmund – Essen – Duisburg – Düsseldorf Flughafen – Düsseldorf | einzelne Züge    |
| IC 55         | Leipzig – Halle – Magdeburg – Hannover – Bielefeld – Hamm – Dortmund – Essen – Mülheim – Duisburg – Düsseldorf (– Köln – Bonn – Remagen – Andernach – Koblenz – Mainz – Mannheim – Heidelberg – Stuttgart) | einzelne Züge    |
| ICE 78        | Amsterdam – Oberhausen – Duisburg – Düsseldorf – Köln – Frankfurt Flughafen – Frankfurt/(– Mannheim – Karlsruhe – Offenburg – Freiburg – Basel Bad – Basel SBB) | 120 min          |
| THA 80        | Dortmund – Essen – Duisburg – (Düsseldorf Flughafen –) Düsseldorf – Köln – Aachen – Liège-Guillemins – Bruxelles-Midi/Brussel-Zuid – Paris-Nord | fünf Zugpaare    |
| ICE 91        | Dortmund – Bochum – Essen – Duisburg – Düsseldorf – Köln – Bonn – Koblenz – Mainz – Frankfurt Flughafen – Frankfurt – Hanau – Würzburg – Nürnberg – Regensburg – Plattling – Passau – Linz – Wien | einzelne Züge    |
| FLX 20        | Hamburg – Hamburg-Harburg – Bremen – Osnabrück – Münster – Gelsenkirchen – Essen – Duisburg – Düsseldorf – Köln | 2–3 Zugpaare/Tag |
| FLX 30        | Berlin Südkreuz – Berlin – Berlin-Spandau – Wolfsburg – Hannover – Bielefeld – Dortmund – Essen – Duisburg – Düsseldorf – Köln | 1 Zugpaar        |

Im Sommerfahrplan 1989 war der Duisburger Hauptbahnhof mit zusammen 355 An- und Abfahrten pro Tag im regelmäßigen Fernverkehr der zweitbedeutendste Eisenbahnknoten im Netz der Deutschen Bundesbahn. Im Sommerfahrplan 1996 war er mit 342 derartigen An- und Abfahrten pro Tag im Netz der Deutschen Bahn der drittwichtigste Knoten.

### Regionalverkehr

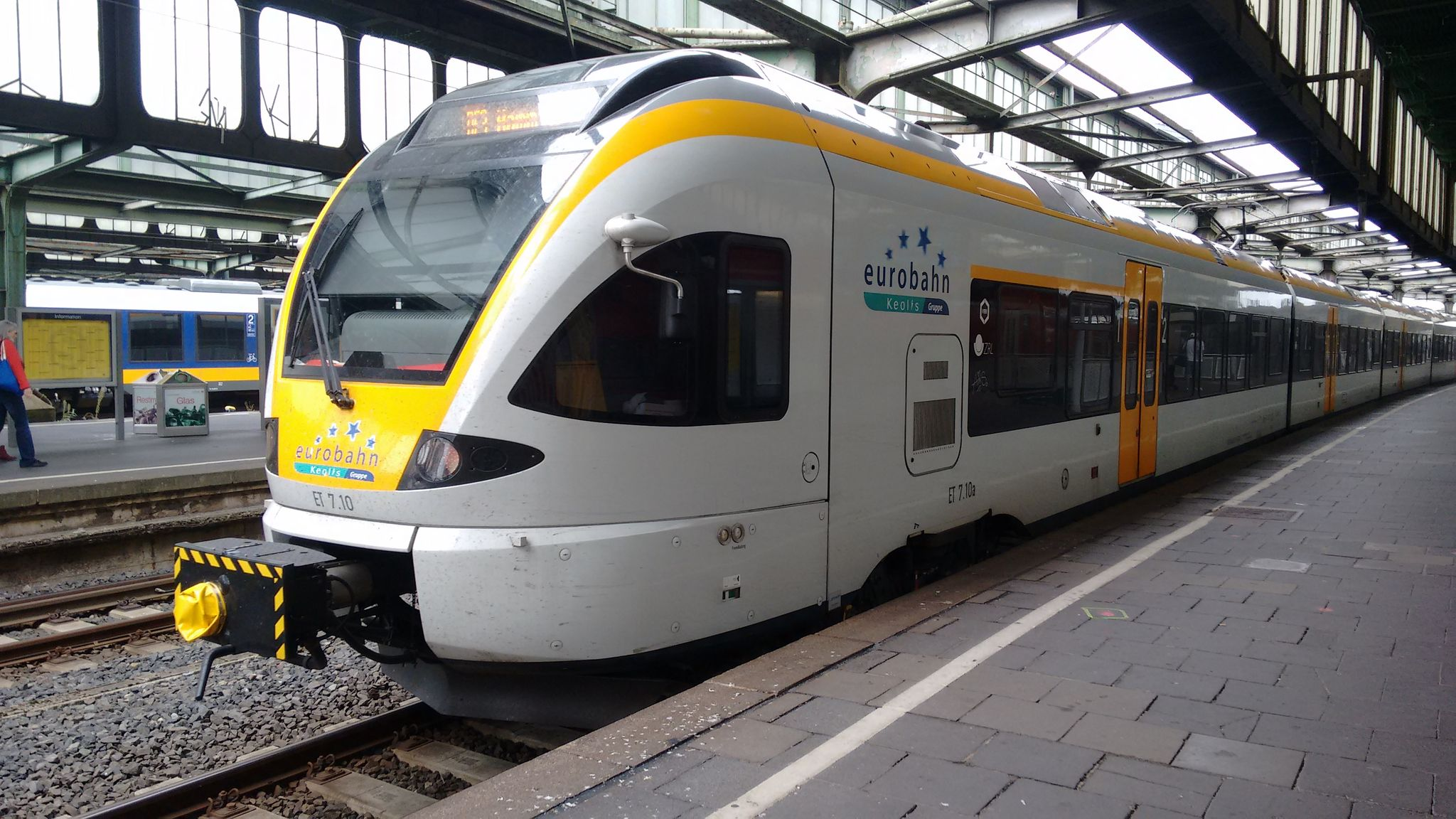
Eurobahn ET 7.10, RE3 Rhein-Emscher-Express, Düsseldorf Hbf -> Hamm(Westfalen) in Duisburg Hbf

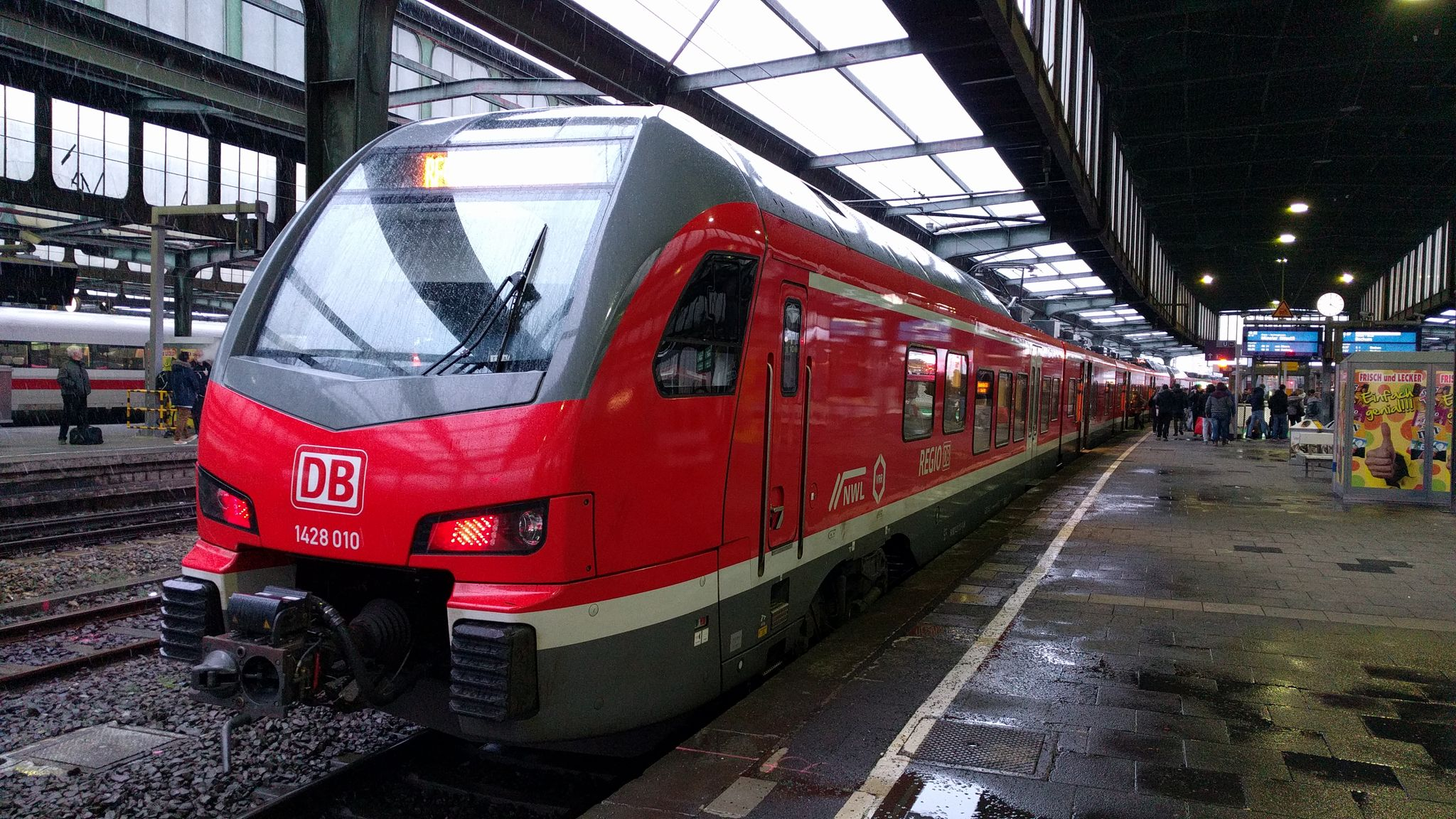
DB 1428-010, RE42 Niers-Haard-Express, Mönchengladbach Hbf -> Münster(Westf) Hbf in Duisburg Hbf

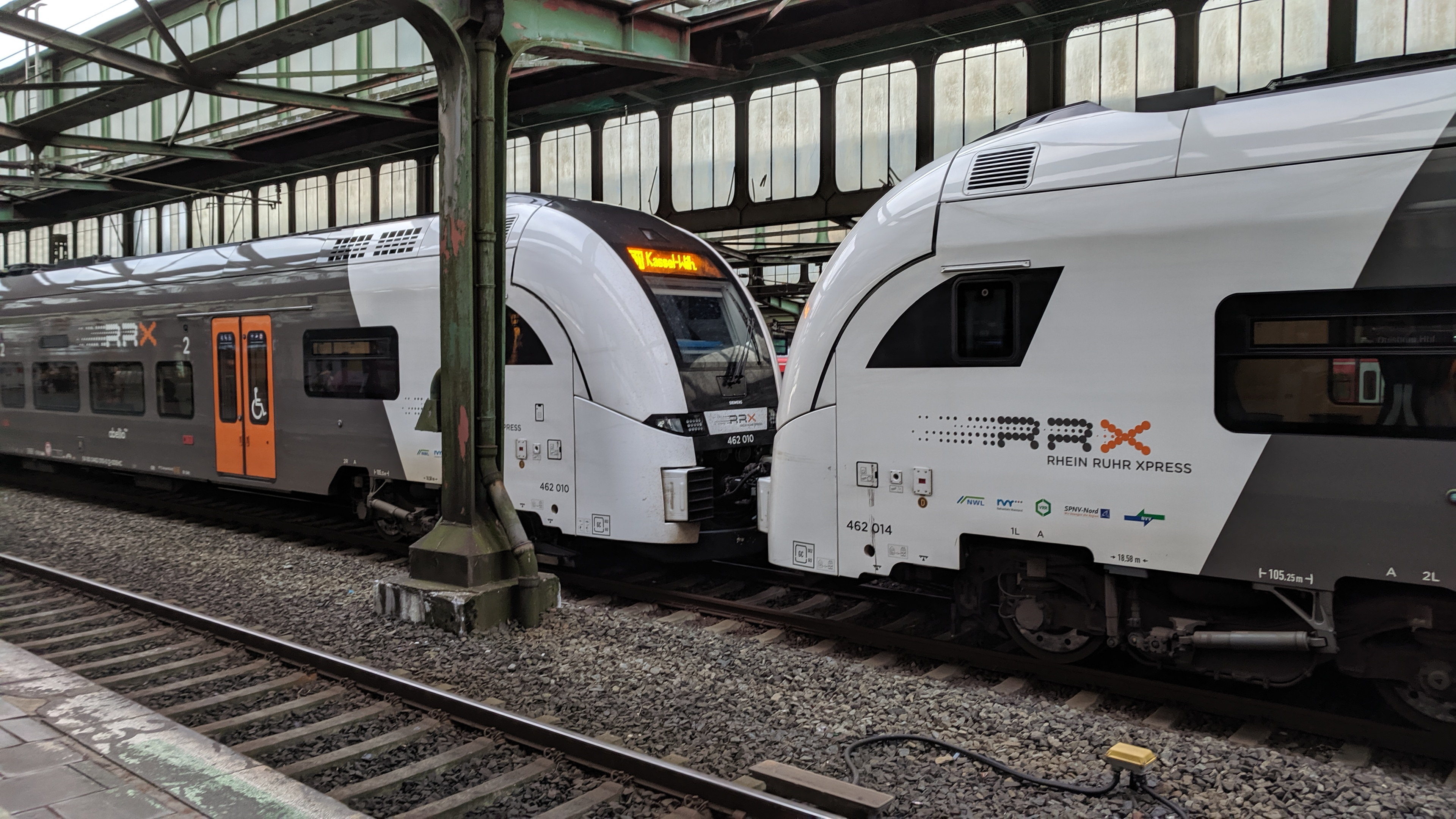
RRX als RE11 nach Kassel Wilhelmshöhe

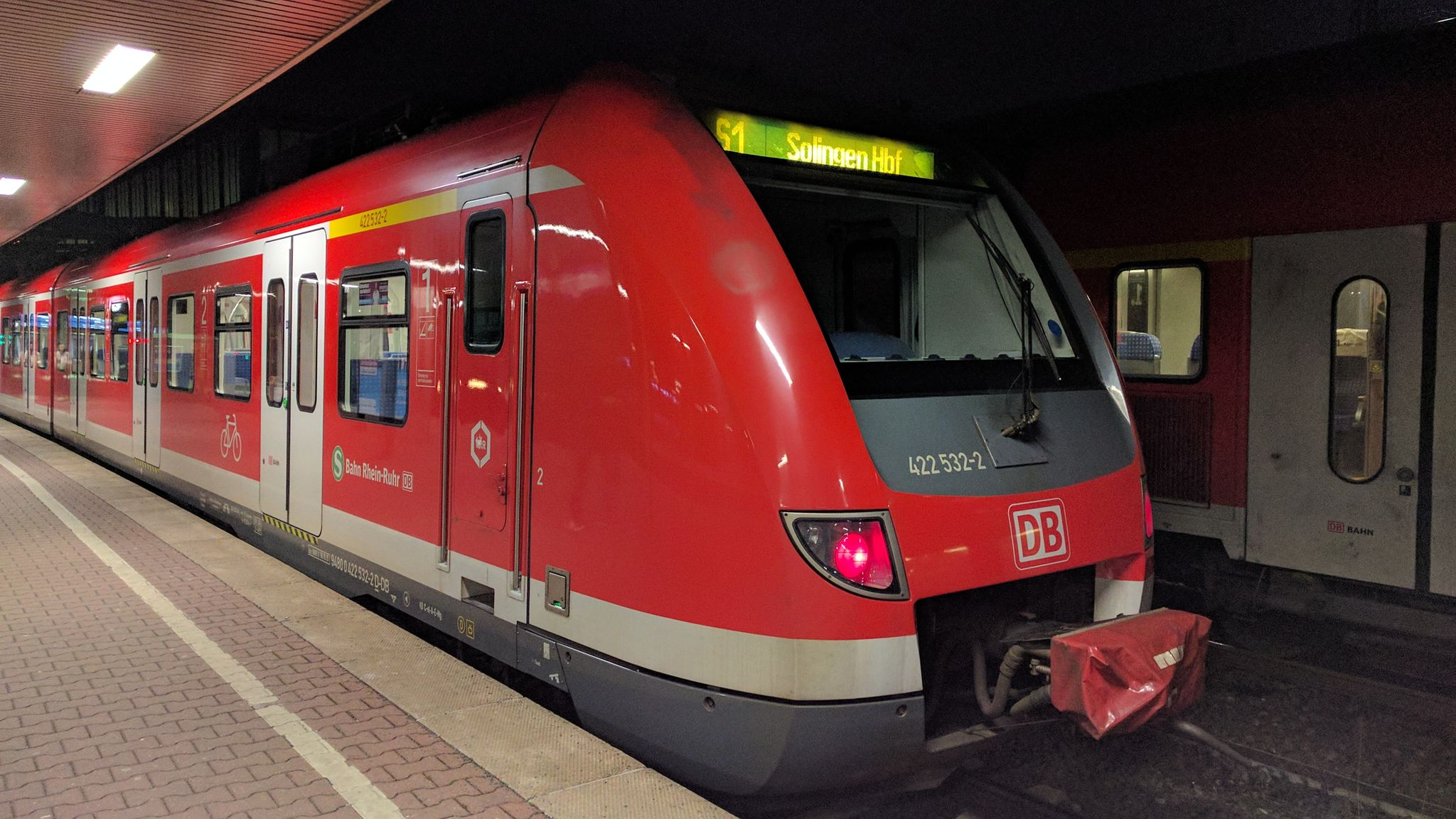
DB 422 532, S-Bahn Rhein-Ruhr, S1 Dortmund Hbf -> Solingen Hbf in Duisburg Hbf

Im Schienenpersonennahverkehr ist der Hauptbahnhof Knotenpunkt von neun der wichtigsten Regional-Express-Linien Nordrhein-Westfalens, die das Rückgrat des Regionalverkehrs bilden, insbesondere auf der Hauptstrecke zwischen Düsseldorf und Dortmund. Alle neun Linien verkehren mindestens im Stundentakt.
Bis zu vier Regionalbahn-Linien verknüpfen die Hauptstrecke mit den Strecken nach Moers, Krefeld und Oberhausen, sie fahren im Stunden- oder im angenäherten Halbstundentakt. Die S-Bahn-Linie S 1 verkehrt seit 2019 alle 20 Minuten in Richtung Düsseldorf. Nach Mülheim–Essen–Bochum–Dortmund wird das halbstündliche Angebot in der Hauptverkehrszeit um eine RB-Linie verdichtet.
Die meisten in Duisburg Hauptbahnhof verkehrenden Linien des Schienenpersonennahverkehrs werden von der VIAS Rail GmbH und der DB Regio NRW betrieben. Weitere Unternehmen sind Eurobahn, National Express und RheinRuhrBahn.
Die einzige Regionalbahnlinie im Duisburger Stadtgebiet, die den Hauptbahnhof nicht bediente, war die derzeit von der NordWestBahn im 30-Minuten-Takt betriebene RB 36 „Ruhrort-Bahn“ (Duisburg-Ruhrort – Duisburg-Meiderich – Oberhausen Hauptbahnhof).
| Linie       | Fahrtverlauf | Takt                                             | KBS                |
| ----------- | --- | ------------------------------------------------ | ------------------ |
| RE 1 (RRX)  | NRW-Express: Aachen Hbf – Aachen-Rothe Erde – Eilendorf (ein Zugpaar) –Stolberg (Rheinl) Hbf – Eschweiler Hbf – Langerwehe – Düren – Horrem – Köln-Ehrenfeld – Köln Hbf – Köln Messe/Deutz – Köln-Mülheim – Leverkusen Mitte – Düsseldorf-Benrath – Düsseldorf Hbf – Düsseldorf Flughafen – Duisburg Hbf – Mülheim (Ruhr) Hbf – Essen Hbf – Wattenscheid – Bochum Hbf – Dortmund Hbf – Dortmund-Scharnhorst (nicht stündlich, im Wechsel mit Nordbögge) – Dortmund-Kurl – Kamen-Methler – Kamen – Bönen-Nordbögge (nicht stündlich, im Wechsel mit Dortmund-Scharnhorst) – Hamm (Westf) Hbf Stand: Fahrplanwechsel Dezember 2023 | 60 min                                           | 415.1, 415.2, 480  |
| RE 2        | Rhein-Haard-Express: Osnabrück Hbf – Hasbergen – Natrup-Hagen (zweistdl.) – Lengerich (Westf) – Kattenvenne (zweistdl.) – Ostbevern – Westbevern – Münster (Westf) Hbf – (Münster-Albachten – Senden-Bösensell – Nottuln-Appelhülsen – Buldern –)* Dülmen – (Sythen –)* Haltern am See – (Marl-Sinsen –)* Recklinghausen Hbf – (Recklinghausen Süd –)* Wanne-Eickel Hbf – Gelsenkirchen Hbf – Essen Hbf – Mülheim (Ruhr) Hbf – Duisburg Hbf – Düsseldorf Flughafen – Düsseldorf Hbf * Halt nur einzelner Züge im Nachtverkehr Stand: Fahrplanwechsel Dezember 2023                                                               | 60 min                                           | 425                |
| RE 3        | Rhein-Emscher-Express: Düsseldorf Hbf – Düsseldorf Flughafen – Duisburg Hbf – Oberhausen Hbf – Essen-Altenessen – Gelsenkirchen Hbf – Wanne-Eickel Hbf – Herne – Castrop-Rauxel Hbf – Dortmund-Mengede – Dortmund Hbf – Dortmund-Scharnhorst – Dortmund-Kurl – Kamen-Methler – Kamen – Bönen-Nordbögge – Hamm (Westf) Hbf Stand: Fahrplanwechsel Dezember 2023 | 60 min                                           | 415, ohne          |
| RE 5 (RRX)  | Rhein-Express: Wesel – Friedrichsfeld (Niederrhein) (zweistdl.) – Voerde (Niederrhein) – Dinslaken – Oberhausen-Holten (zweistdl.) – Oberhausen-Sterkrade – Oberhausen Hbf – Duisburg Hbf – Düsseldorf Flughafen – Düsseldorf Hbf – Düsseldorf-Benrath – Leverkusen Mitte – Köln-Mülheim – Köln Messe/Deutz – Köln Hbf – Köln Süd – Brühl – Bonn Hbf – Bonn UN Campus – Bonn-Bad Godesberg – Oberwinter – Remagen – Sinzig (Rhein) – Bad Breisig – Andernach – Koblenz Stadtmitte – Koblenz Hbf Stand: Fahrplanwechsel Dezember 2023                                                                                             | 60 min                                           | 415, 470, ohne     |
| RE 6 (RRX)  | Rhein-Weser-Express: Köln/Bonn Flughafen – Köln Hbf – Dormagen – Neuss Hbf – Düsseldorf-Bilk – Düsseldorf Hbf – Düsseldorf Flughafen – Duisburg Hbf – Mülheim (Ruhr) Hbf – Essen Hbf – Wattenscheid – Bochum Hbf – Dortmund Hbf – Kamen – Hamm (Westf) Hbf – Heessen – Ahlen (Westf) – Beckum-Neubeckum – Oelde – Rheda-Wiedenbrück – Gütersloh Hbf – Bielefeld Hbf – Herford – Löhne (Westf) – Bad Oeynhausen – Porta Westfalica – Minden (Westf) Stand: Fahrplanwechsel Dezember 2023 | 60 min                                           | 370, 400, 401, 415 |
| RE 11 (RRX) | Rhein-Hellweg-Express: Kassel-Wilhelmshöhe – Hofgeismar – Warburg (Westf) – Willebadessen – Altenbeken – Paderborn Hbf – Lippstadt – Soest – Hamm (Westf) Hbf – Kamen – Dortmund Hbf – Bochum Hbf – Wattenscheid – Essen Hbf – Mülheim (Ruhr) Hbf – Duisburg Hbf – Düsseldorf Flughafen – Düsseldorf Hbf Abschnitt Düsseldorf–Hamm entfällt aufgrund einer angespannten Personalsituation bis auf einzelne Fahrten. Stand: Februar 2025 | 60 min                                           | 415, 430           |
| RE 19       | Rhein-IJssel-Express: Zugteil 1: Arnhem Centraal – Zevenaar – Emmerich-Elten – Emmerich – Praest – Millingen (b Rees) – Empel-Rees – Haldern (Rheinl) – Mehrhoog – Wesel Feldmark – Wesel Zugteil 2: Bocholt – Hamminkeln-Dingden – Hamminkeln – Wesel-Blumenkamp – Wesel Flügelung bzw. Wiedervereinigung: Wesel – Friedrichsfeld (Niederrhein) – Voerde (Niederrhein) – Dinslaken – Oberhausen-Holten – Oberhausen-Sterkrade – Oberhausen Hbf – Duisburg Hbf – Düsseldorf Flughafen – Düsseldorf Hbf Stand: Fahrplanwechsel Dezember 2021                                                                                      | 60 min                                           |                    |
| RE 42       | Niers-Haard-Express: Münster (Westf) Hbf – Münster-Albachten (stündlich) – Senden-Bösensell – Nottuln-Appelhülsen – Buldern – Dülmen – Sythen – Haltern am See – Marl-Sinsen – Recklinghausen Hbf – Recklinghausen Süd – Wanne-Eickel Hbf – Gelsenkirchen Hbf – Essen Hbf – Mülheim (Ruhr) Hbf – Duisburg Hbf – Rheinhausen – Krefeld-Uerdingen – Krefeld Hbf – Viersen – Mönchengladbach Hbf Stand: Fahrplanwechsel Dezember 2021 | 30 min (Münster–Essen) 60 min (Essen–M’gladbach) | 425, 485           |
| RE 44       | Fossa-Emscher-Express: (Moers – Rheinhausen –) (nur wochentags) Duisburg Hbf – Oberhausen Hbf – Oberhausen-Osterfeld Süd – Bottrop-Vonderort – Bottrop Hbf verkehrt bis auf Weiteres nicht, zwischen Bottrop und Oberhausen Ersatzverkehr mit Bussen Stand: Fahrplanwechsel Dezember 2024 | 60 min                                           | 424                |
| RB 31       | Der Niederrheiner: Xanten – Alpen – Millingen – Rheinberg (Rheinl) – Moers – Trompet – Rumeln – Rheinhausen – Duisburg Hbf Stand: Fahrplanwechsel Dezember 2021 | 60 min 23/37 min (Moers–Duisburg werktags)       | 498                |
| RB 32       | Rhein-Emscher-Bahn: Duisburg Hbf – Oberhausen Hbf – Essen-Dellwig – Essen-Bergeborbeck – Essen-Altenessen – Essen Zollverein Nord – Gelsenkirchen Hbf – Wanne-Eickel Hbf – Herne – Castrop-Rauxel Hbf – Dortmund-Mengede – Dortmund Hbf Stand: Fahrplanwechsel Dezember 2021 | 60 min                                           |                    |
| RB 33       | Rhein-Niers-Bahn: Essen-Steele – Essen Hbf – Essen West – Mülheim (Ruhr) Hbf – Mülheim (Ruhr)-Styrum – Duisburg Hbf – Duisburg-Hochfeld Süd – Rheinhausen Ost – Rheinhausen – Krefeld-Hohenbudberg Chempark – Krefeld-Uerdingen – Krefeld-Linn – Krefeld-Oppum – Krefeld Hbf – Forsthaus – Anrath – Viersen – Mönchengladbach Hbf – Rheydt Hbf – Wickrath – Herrath – Erkelenz – Hückelhoven-Baal – Brachelen – Lindern – Geilenkirchen – Übach-Palenberg – Herzogenrath – Kohlscheid – Aachen West – Aachen Schanz – Aachen Hbf Stand: Fahrplanwechsel Juni 2022                                                                | 60 min                                           | 425, 485           |
| RB 35       | Emscher-Niederrhein-Bahn: Gelsenkirchen Hbf – Essen Zollverein Nord – Essen-Altenessen – Essen-Bergeborbeck – Essen-Dellwig – Oberhausen Hbf – Duisburg Hbf – Duisburg-Hochfeld Süd – Rheinhausen Ost – Rheinhausen – Krefeld-Hohenbudberg Chempark – Krefeld-Uerdingen – Krefeld-Linn – Krefeld-Oppum – Krefeld Hbf – Forsthaus – Anrath – Viersen – Mönchengladbach Hbf Stand: Fahrplanwechsel Dezember 2021 | 60 min                                           | 485, ohne          |

Die Linien RE 44 und RB 36 wurden mit Fahrplanwechsel zum 15. Dezember 2024 auf Omnibusbetrieb umgestellt, der Fahrplan im Internet aber bislang nicht entsprechend aktualisiert.

### S-Bahn Rhein-Ruhr
| Linie | Fahrtverlauf | Takt                                                                            |
| ----- | --- | ------------------------------------------------------------------------------- |
| S 1   | Solingen Hbf – SG-Vogelpark – Hilden Süd – Hilden – D-Eller – D-Eller Mitte – D-Oberbilk – D-Volksgarten – Düsseldorf Hbf – D-Wehrhahn – D-Zoo – D-Derendorf – D-Unterrath – D-Flughafen – Angermund – DU-Rahm – DU-Großenbaum – DU-Buchholz – DU-Schlenk – Duisburg Hbf – MH-Styrum – Mülheim (Ruhr) Hbf – E-Frohnhausen – Essen West – Essen Hbf – E-Steele – E-Steele Ost – E-Eiberg – Wattenscheid-Höntrop – BO-Ehrenfeld – Bochum Hbf – BO-Langendreer West – BO-Langendreer – DO-Kley – DO-Oespel – DO-Universität – DO-Dorstfeld Süd – DO-Dorstfeld – Dortmund Hbf Stand: Fahrplanwechsel Dezember 2023 | 30 min 20 min (Solingen–Duisburg wochentags) 15 min (Essen–Dortmund wochentags) |

### Bahnsteigbelegung
In der Regel halten die Regionalverkehrslinien wie folgt auf den Bahnsteiggleisen:
| Bahnsteig | Gleis | Linie/Richtung                                                                                          |
| --------- | ----- | --- |
| 1         | 1     | RB 31 von und nach Moers / Xanten RB 32 von und nach Dortmund RB 33 nach Aachen RB 33 nach Essen Steele |
| 1         | 2     | RE 5 nach Koblenz RE 3 nach Düsseldorf RE 11 nach Düsseldorf RE 19 nach Düsseldorf                      |
| 2         | 3     | RE 6 nach Köln/Bonn Flughafen RE 42 nach Mönchengladbach S 1 nach Solingen(primär) RE 2 nach Düsseldorf |
| 2         | 4     | S 1 nach Solingen(sekundär) RE 1 nach Aachen                                                            |
| 3         | 5     | Baustellenbedingt gesperrt                                                                              |
| 3         | 6     | Baustellenbedingt gesperrt                                                                              |
| -         | 7     | Durchfahrtsgleis / Baustellenbedingt gesperrt                                                           |
| 4         | 8     | Baustellenbedingt gesperrt                                                                              |
| 4         | 9     | Baustellenbedingt gesperrt                                                                              |
| 5         | 10    | RE 42 nach Münster S 1 nach Dortmund RE 2 nach Osnabrück                                                |
| 5         | 11    | RE 19 nach Arnhem / Bocholt RE 3 nach Hamm (Westf)                                                      |
| 6         | 12    | RE 6 nach Minden (Westf) RE 1 nach Hamm (Westf) RE 11 nach Hamm (West)                                  |
| 6         | 13    | RE 5 nach Wesel                                                                                         |

Legende:

### Nahverkehr
Im Straßenpersonennahverkehr ist der Hauptbahnhof zentraler Verknüpfungspunkt mit den Linien der Stadtbahn Duisburg und diversen Bus-, Schnellbus- und Nachtbuslinien (siehe Hauptartikel). Die Busse halten am Hauptbahnhof an zwei Haltestellen:
- Duisburg Hbf über dem U-Bahnhof am nördlichen Ende der Bahnsteige und
- Duisburg Hbf Osteingang am Osteingang. Diese Haltestelle verfügt im Gegensatz zu Duisburg Hbf über eine Wendeschleife und erlaubt so, Busse am Hauptbahnhof enden zu lassen.

| Linie   | Fahrtverlauf | Takt                                      |
| ------- | --- | ----------------------------------------- |
|         | ( U DU-Meiderich Bf 1 – U Auf dem Damm – ) U Duissern2 – U Duisburg Hbf – U König-Heinrich-Platz – U Steinsche Gasse – Platanenhof – Musfeldstraße – Kremerstraße – Karl-Jarres-Straße – Grunewald – Grunewald Betriebshof – Kulturstraße – Im Schlenk – Waldfriedhof – Münchener Straße – Sittardsberg – Mühlenkamp – St. Anna Krankenhaus – Angerbogen (nie in Betrieb genommen) – DU-Kesselsberg3 – D-Froschenteich – Wittlaer4 – Am Mühlenacker – Kalkumer Schlossallee – Klemensplatz – Kittelbachstraße – Alte Landstraße – Lohausen – Freiligrathplatz – Messe Ost/Stockumer Kirchstraße – Nordpark/Aquazoo – Reeser Platz – Theodor-Heuss-Brücke – Golzheimer Platz – Kennedydamm – U Victoriaplatz/Klever Straße – U Nordstraße – U Heinrich-Heine-Allee – U Steinstraße/Königsallee – U Oststraße – U Düsseldorf Hbf 5 (– U Oberbilker Markt/Warschauer Straße – U Ellerstraße – U D-Oberbilk – Kaiserslauterner Straße – Provinzialplatz – Werstener Dorfstraße – Südpark – D-Universität Ost/Botanischer Garten6 ) Hochflurbetrieb der Rheinbahn und DVG; ehemalige D-Bahn; Abschnitt 4–5 gehört zum ; in den Schulferien gilt ein besonderer Fahrplan. 15-Minuten-Takt auch im Abschnitt 2–6 Sa 5–19 Uhr und im Abschnitt 4–5 Mo–Fr 21–0 Uhr (ab 29.08.2018, davor 20–0 Uhr), Sa 20–0 Uhr und So 5–0 Uhr 30-Minuten-Takt im Abschnitt 2–6 Mo–Fr 19–22 Uhr und Sa 7–20 Uhr und im Abschnitt 1–2 Sa 9–18 Uhr und So 12–19 Uhr | 15 min (1–3) 10/20 min (3–4) 10 min (4–6) |
| 901     | DU-Obermarxloh – Marxloh Pollmann – Bruckhausen – Beeck – Laar – Scholtenhofstraße1 – Ruhrort Bf – Ruhrort Friedrichsplatz – Kaßlerfeld – Rathaus – König-Heinrich-Platz – Duisburg Hbf – Zoo/Uni2 – Mülheim-Raffelberg – Speldorf – Schloß Broich – MH-Stadtmitte – Mülheim Hbf Zur HVZ mit zusätzlicher Fahrt zwischen 1 und 2 jeweils 5 Minuten abweichend auf den Regeltakt | 15 min                                    |
| 903     | Dinslaken Bf1 – Watereck2 – Walsum Rathaus – Fahrn Schwan – Marxloh Pollmann – Hamborn Rathaus – Landschaftspark Nord – Meiderich Bf – Auf dem Damm – Duissern – Duisburg Hbf – König-Heinrich-Platz – Steinsche Gasse – Pauluskirche – Hochfeld Süd Bf – Rheintörchenstraße3 – Wanheim-Angerhausen – Hüttenheim4 | 15 min (1-4) 7,5 min (2-3)                |
| SB 10   | Duisburg Hbf Osteingang1 – Duisburg Hbf – Friedrich-Wilhelm-Platz – Neukirchen-Vluyn2 – Kamp-Lintfort Neues Rathaus Ab 17 Uhr (Abfahrt Duisburg) fährt verkehrt die Linie nur noch zwischen 1 & 2. | 60 min                                    |
| SB 30   | Duisburg Hbf Osteingang1 – Duisburg Hbf – Friedrich-Wilhelm-Platz – Moers Königlicher Hof – Kamp-Lintfort Neues Rathaus2 – Geldern Bf3 | 30 min (1-2) 60 min (1-3)                 |
| SB 40   | Walsum Overbruch – Franz-Lenze-Platz – Vierlinden – Walsum Rathaus – Duisburg Hbf – Duisburg Hbf Osteingang Halbstündiger Takt zur HVZ. Sonst stündlicher Takt. | 60 min                                    |
| 920     | Kaldenhausen Krölls – Rumeln Markt – DU-Trompet Bf – Rheinhausen Markt – Pauluskirche – Dellviertel – Duisburg Hbf – Duisburg Hbf Osteingang – Neudorf – Universität – Sportpark |                                           |
| 921     | Moers Königlicher Hof – Moers Bf – Burgfeld – Asberg – Bergheim – Rheinhausen Markt – Pauluskirche – Dellviertel – Duisburg Hbf – Duisburg Hbf Ost |                                           |
| 926     | Homberg Birkenstraße – Hochheide Markt – Essenberg Brücke – Friedrich-Wilhelm-Platz – Innenstadt – Duisburg Hbf – Duisburg Hbf Osteingang – Neudorf – Universität Nord |                                           |
| 928     | Winkelhausen Bruchstraße – Asterlagen – Essenberg Brücke – Friedrich-Wilhelm-Platz – Innenstadt – Duisburg Hbf – Duisburg Hbf Osteingang – Neudorf – Sportpark – Wedau Bf – Bissingheim Dorfplatz |                                           |
| 929     | (Venlo Station – … –) Moers Königlicher Hof – Moers Bf – DU-Hochheide Markt – Ruhrort Friedrichsplatz – Kaßlerfeld – Friedrich-Wilhelm-Platz – Innenstadt – Duisburg Hbf – Duisburg Hbf Osteingang |                                           |
| 930/931 | Linie 930 verkehrt gegen und die Linie 931 verkehrt im Uhrzeigersinn: Ruhrau – Schnabelhuck – Duissern U-Bf – Duisburg Hbf Osteingang – Duisburg Hbf – Friedrich-Wilhelm-Platz – Hochfeld Pauluskirche – Dellviertel – Grunewald – Schlenk – MSV-Arena – Neudorf – Botanischer Garten – Schnabelhuck – Ruhrau |                                           |
| 933     | Neuenkamp – Friedrich-Wilhelm-Platz – Stadttheater – Duisburg Hbf – Duisburg Hbf Osteingang – Neudorf – Universität – Universität Nord |                                           |
| 934     | Betriebshof Am Unkelstein1 – Innenhafen – Holzhafen – Schillerplatz – Duisburg Hbf – Duisburg Hbf Osteingang – Neudorf – Klinikum Duisburg – Am See2 – Buchholz – Unfallklinik – Großenbaum Bf Ostseite3 | 15 min (1-2) 30 min (1-3)                 |
| 939     | Anne-Frank-Realschule – Oberhausen Hbf – Bero-Zentrum – Babcock Werk 1 – Obermeiderich Bf – Ruhrau – Werthacker – Schnabelhuck – Botanischer Garten – Neudorf – Duisburg Hbf Ost |                                           |
| NE1     | Duisburg Hbf Osteingang – Duisburg Hbf → Friedrich-Wilhelm-Platz – Kaßlerfeld – Ruhrort Verteilerkreis – Ruhrort Bf – Beeck Denkmal – Marxloh Pollmann – Röttgersbach – Neumühl Hohenzollernplatz | 60 min                                    |
| NE2     | Duisburg Hbf Osteingang – Duisburg Hbf – Innenstadt – Pauluskirche – Rheinhausen Markt – Bergheim – Rumeln Markt | 60 min                                    |
| NE3     | Dinslaken Bf – Walsum Rathaus – Marxloh Pollmann – Hamborn Rathaus – Meiderich Bf – Duisburg Hbf – Duisburg Hbf Osteingang – Neudorf – Zoo/Uni – Parkplatz Monning | 60 min                                    |
| NE4     | Duisburg Hbf Ost – Neudorf – Grunewald – Huckingen Sittardsberg – Huckinger Markt – Angerbogen – Huckingen St.-Anna-Krankenhaus | 60 min                                    |
| NE5     | Duisburg Hbf Osteingang – Duisburg Hbf – Innenstadt – Friedrich-Wilhelm-Platz – Holzhafen – Innenhafen – Kaßlerfeld – Ruhrort Friedrichsplatz – Homberg Bismarckplatz – Hochheide Markt | 60 min                                    |
| NE6     | Duisburg Hbf Osteingang – Duisburg Hbf – Innenstadt – Neudorf – Grunewald – Huckingen Sittardsberg – Hochfeld Süd Bf – Wanheim-Angerhausen – Hüttenheim (Duisburg) | 60 min                                    |
| NE9     | Duisburg Hbf Osteingang – Zoo/Uni – Mülheim-Raffelberg – Speldorf – Schloß Broich – MH-Stadtmitte – Dieter-aus-dem-Siepen-Platz – Aktienstraße – Winkhausen – Essen Abzweig Aktienstraße | 60 min                                    |

### Güterverkehr
Der ehemalige Haupt-Güterbahnhof Duisburg Güterbahnhof (Gbf), der sich direkt südwestlich an den Hauptbahnhof anschloss, ist weitgehend abgebrochen. Die Zufahrt für Kfz und Personen erfolgt von Süden über den Tunnel Karl-Lehr-Straße. Der südlich vom Hbf gelegene Tunnel verbindet in Ost-West-Richtung die Gebiete auf beiden Seiten des Bahngeländes. Von dort zweigen zwei Rampen hoch zu den ehemaligen Güterhallen ab. Bei der Loveparade 2010 kam es hier während eines Gedränges zu einem Unfall unter den Besuchern mit mehreren Todesopfern.
Über eine künftige Nutzung des Güterbahnhof-Geländes wird unter dem Namen Duisburger Freiheit verhandelt. Kfz und Personen erreichen es vom Hauptbahnhof über die Straße „Am Güterbahnhof“ zwischen der Autobahn und den Gleistrassen.

## Bundespolizei
Am Duisburger Hauptbahnhof ist der Sitz des Bundespolizeireviers Duisburg. Übergeordnete Dienststelle ist die Bundespolizeiinspektion Düsseldorf.